# Janez Marolt (fotograf)
Janez Marolt, slovenski fotograf, * 1981
Končal je študij arhitekture, dela pa na področju arhitekturne fotografije.
Njegove fotografije so se pojavile v domačih in tujih publikacijah (Hiše, Outsider, Finance, Delo in dom, Playboy, Oris, Häuser in Elle Decor), ter strokovnih spletnih straneh (archdaily.com, divisare.com designboom.com, domusweb.it, architizer.com in dwell.com). 
Med njegovimi naročniki so arhitekti, kot so Lucija Penko (Kambra), AKSL arhitekti (oddelek ženskega perila v ljubljanski veleblagovnici NAMA), Dekleva Gregorič Arhitekti (kompaktna kraška hiša), Smiljan Buzeti - Biro D (Hotel Central, Ljubljana) in Miha Čebulj (Hiša NB).
Portretiral je Omarja Naberja, Bronjo Žakelj in Niko Rozman.
Njegovi vzorniki so Rembrandt, Piranesi, De Chirico, Jeanloup Sieff, Helmut Newton, Annie Leibovitz in Henri Cartier-Bresson.

## Razstave
- 1999, Obrazi dveh obrazov, februar, Gimnazija Poljane, Ljubljana[navedi vir]
- september 1999, Ulica, Bar Tinca, Ljubljana[navedi vir]
- 2000, GILŠ 99, Kud Franceta prešerna, Ljubljana[navedi vir]
- 2005, Zapeljan, KUD Franceta Prešerna, Ljubljana[21]
- 2012, Modna fotografija, Galerizi, Ljubljana[navedi vir]
- 26. avgust 2015, Popoldne ob morju, Bar TOZD, Ljubljana[navedi vir]
- 1. februar - 6. marec 2016, Sveži ambienti, Cankarjev Dom, Vrhnika[22]
- 5. maj 2016, Od srca do krožnika, Hiša na koncu tunela, Kranj[navedi vir]

- 22. marec 2017, Popoldne z Evo, Galerija Planika, Kranj[navedi vir]
- 15. junij 2017, Deževen dan, bar TOZD, Ljubljana[navedi vir]
- 28. januar. - 28. februar 2019, Slovenska alpska arhitektura 2008–2018, Galerija Dessa, Ljubljana[23]
- 7. september 2018, Razstava avtomobilističnih slik ob razgrnitvi spomenika baronu Codelliju, Grad Kodeljevo, Ljubljana[navedi vir]
- 7. april - 11. september 2020, Mónika in Mazsi, Balassijev institut Ljubljana[24]